# 2С1 «Гвоздика»
2С1 «Гвоздика» — радянська 122-мм самохідна артилерійська установка на базі шасі МТ-ЛБ, яка призначена для знищення живої сили, артилерійських батарей, дзотів, а також для забезпечення проходів в мінних полях та польових загородженнях.
Серійне виробництво почалося на Харківському тракторному заводі ім. С.Орджонікідзе з 1971 року і тривало до початку 90-х років ХХ століття.

## Історія створення
В 1945 році завершилась Друга світова війна, до того часу на озброєнні Радянського Союзу перебували в основному протитанкові і штурмові САУ. Основним застосуванням таких САУ був безпосередній супровід піхоти і танків та ведення вогню по ворожих цілях прямою наводкою. Натомість, в західних країнах і США існували САУ, призначені для ведення вогню із закритих позицій. Поступово самохідна артилерія в цих країнах почала витісняти буксировану. Незамінність самохідної артилерії в локальних конфліктах стала очевидна, тому в період з 1947 по 1953 рік було проведено дослідження по створенню нових самохідних гаубиць, проте в 1955 році за вказівкою Н. С. Хрущова більшість робіт по самохідної артилерії було припинено. Деякий час по тому Міністерство оборони СРСР дійшло висновку, що стратегічна ядерна війна малоймовірна, оскільки призведе до знищення обох воюючих сторін. При цьому реальнішими могли стати локальні конфлікти з використанням тактичних ядерних озброєнь. У таких конфліктах самохідна артилерія мала беззаперечну перевагу над буксированою.
З відставкою Н. С. Хрущова поновились роботи над створенням самохідної артилерії в СРСР. В 1965 році на базі Львівського полігону радянськими військами було проведено масштабні навчання із застосуванням артилерійських установок часів Другої світової війни. Результати навчань показали невідповідність наявних на озброєнні самохідних артилерійських установок вимогам сучасного бою. З метою ліквідації відставання радянської самохідної артилерії від артилерії країн НАТО в 1967 році виходить постанова ЦК КПРС і Ради міністрів СРСР № 609–201 від 4 липня. Відповідно до цієї постанови офіційно розпочалась розробка нової 122-мм самохідної гаубиці для сухопутних військ Радянської армії.
Попередньо ВНДІ-100 виконав науково-дослідну роботу з визначення вигляду і базових характеристик нової САУ. В ході досліджень були опрацьовані три варіанти САУ. Перший — на базі шасі «Об'єкту 124» (в свою чергу, створеного на базі СУ-100П), другий — на базі багатоцільового транспортера-тягача МТ-ЛБ, третій варіант на базі бойової машини піхоти БМП-1.
У всіх варіантах основним озброєнням була 122-мм гаубиця з балістикою Д-30.
За результатами робіт було з'ясовано, що шасі «Об'єкту 124» має надлишкову вантажопідйомність і масу, до того ж САУ втратить можливість форсувати водні перешкоди уплав. Шасі МТ-ЛБ не вистачало стійкості при стрільбі і необхідного рівня допустимих навантажень на ходову частину машини. Найоптимальнішим варіантом було шасі бойової машини піхоти БМП-1, проте П. П. Ісаков домігся заборони на використання БМП-1 як базового. Тому як шасі було вирішено взяти подовжену і модифіковану базу багатоцільового транспортера-тягача МТ-ЛБ. Отримані опрацювання лягли в основу ДКР під найменуванням «Гвоздика» (індекс ГРАУ — 2С1). «Гвоздика» мала надійти на озброєння артилерійських дивізіонів мотострілецьких полків для заміни 122-мм гаубиць М-30 і Д-30.
| Таблиця ТТХ аванпроектів 2С1, виконаних у ВНДІ-100 |                 |                 |                 |
| База                                               | Об'єкт 124      | МТ-ЛБ           | Об'єкт 765      |
| Основні характеристики                             |                 |                 |                 |
| Екіпаж, чол.                                       | 4               | 4               | 4               |
| Бойова маса, т                                     | 22,2            | 15,842          | 15,164          |
| Озброєння                                          |                 |                 |                 |
| Марка гармати                                      | Д-30            | Д-30            | Д-30            |
| Возимий боєкомплект, постр.                        | 100             | 60              | 60              |
| Кулемет                                            | 1 × 7,62-мм ПКТ | 1 × 7,62-мм ПКТ | 1 × 7,62-мм ПКТ |
| Боєкомплект кулемета, патр.                        | 2000            | 2000            | 2000            |
| Рухливість                                         |                 |                 |                 |
| Марка двигуна                                      | В-59            | ЯМЗ-238         | УТД-20          |
| Тип двигуна                                        | дизельний       | дизельний       | дизельний       |
| Потужність двигуна, к.с.                           | 520             | 240             | 300             |
| Максимальна швидкість по шосе, км/год              | 63-70           | 60              | 65              |
| Запас ходу по шосе, км                             | 500             | 500             | 500             |

Головним розробником 2С1 був призначений Харківський тракторний завод імені Серго Орджонікідзе, гаубицю 2А31 (заводське позначення Д-32) проектували в ОКБ-9. В серпні 1969 року перші чотири дослідні САУ 2С1 надійшли на полігонні випробування. Випробування виявили високу загазованість бойового відділення. Водночас, аналогічна ситуація склалась і з 152-мм дивізійною самохідною гаубицею 2С3. Тоді ж для обох самохідних артилерійських установок були опрацьовані картузні варіанти гаубиць. На базі 2А31 була розроблена 122-мм гаубиця Д-16 з картузним заряджанням. Замість клинового затвора, ланцюгового досилача і зарядів в гільзі в Д-16 застосований поршневий затвор, пневматичний досилач і картузні заряди. Проте випробування показали, що недоліки у нової гаубиці Д-16 аналогічні, оскільки як полум'яність пострілів залишилася тією ж, при цьому збереглася та ж купчастість і дальність стрільби. Крім того, була виявлена незручність при роботі з пеналами зарядів, а також конструктивні недоліки пневматичного досилача, в результаті чого, скорострільність залишалася на рівні базової гармати. Подальше вдосконалення конструкції Д-16 призвело до створення модернізованого зразка під індексом Д-16М, який показав збільшення дальності стрільби осколково-фугасними снарядами до 18 км, завдяки збільшеній каморі і застосуванню потужніших картузних зарядів.
В 1971 році у 3 ЦНДІ в рамках НДР «Розвиток» були розглянуті та проаналізовані результати робіт з картузними варіантами 122-мм і 152-мм гаубиць. Попри отримані показники, 3 ЦНДІ дав висновок про недоцільність ведення подальших досліджень картузного варіанту гаубиці 2А31. Основною причиною стала відсутність на той момент технічного рішення, що дозволяло створити і ввести в експлуатацію надійні і безпечні заряди в жорсткому картузі або гільзі, що згорає. Науково-технічний заділ по проведеним дослідженням було рекомендовано використати при створенні нових 122-мм осколково-фугасних снарядів з поліпшеною аеродинамічній формою. Проблема ж загазованості бойового відділення САУ 2С1 була вирішена іншим способом, а саме, застосуванням потужнішого ежектора і гільз з поліпшеною обтюрацією. 
В 1970 році постановою ЦК КПРС і Ради міністрів СРСР № 770–249 від 14 вересня, після доопрацювань, самохідна артилерійська установка 2С1 «Гвоздика» була прийнята на озброєння Радянської армії. 
В 1972 році пройшла державні випробування і була прийнята на озброєння парашутна платформа 4П134, яка мала польотну масу з вантажем до 20,5 т. На цій платформі за допомогою пятикупольної парашутної системи ПС-9404-63Р планувалося здійснювати десантування самохідних гаубиць 2С1. Система у складі платформи 4П134, парашутної системи ПС-9404-63Р і САУ 2С1 пройшла повний цикл випробувань, але на озброєння ВДВ не надійшла у зв'язку з розробкою 122-мм самохідної гаубиці 2С2 «Фіалка».

## Серійне виробництво та модифікації
|                                            | 2С1      | 2С1М                        | 2С1М1    | 2С34    | Rak-120  |
| ------------------------------------------ | -------- | --------------------------- | -------- | ------- | -------- |
| Країна-розробник                           | СРСР     | Польська Народна Республіка | Росія    | Росія   | Польща   |
| Початок серійного виробництва              | 1970     | 1971                        | 2003     | 2008    | Дослідна |
| Бойова маса, т                             | 15,7     | 15,7                        | 15,7     | 16      | 16       |
| Індекс гармати                             | 2А31     | 2А31                        | 2А31     | 2А80-1  |          |
| Калібр гармати, мм                         | 121,92   | 121,92                      | 121,92   | 120     | 120      |
| Довжина ствола, клб.                       | 35       | 35                          | 35       |         |          |
| Кути ВН, град                              | −3…+70   | −3…+70                      | −3…+70   | −2…+80  | +45…+85  |
| Возимий боєзапас, постр.                   | 40       | 40                          | 40       | 40      | 60       |
| Мінімальна дальність стрільби ОФС/ОФМ, км  | 4,2 / —  | 4,2 / —                     | 4,2 / —  | 1,8/0,5 | —/0,5    |
| Максимальна дальність стрільби ОФС/ОФМ, км | 15,2 / — | 15,2 / —                    | 15,2 / — | 13/7,5  | —/12     |
| Максимальна дальність стрільби АР ОФС, км  | 21,9     | 21,9                        | 21,9     | 17,5    | -        |
| Максимальна дальність стрільби УАС, км     | 13,5     | 13,5                        | 13,5     | 12      | 10       |
| Калібр зенітного кулемета, мм              | —        | —                           | —        | 7,62    | -        |
| Модель двигуна                             | ЯМЗ-238  | SW-680T                     | ЯМЗ-238  | ЯМЗ-238 | SW-680T  |

Серійне виробництво почалося в 1971 році і завершилось наприкінці 1991 року, крім СРСР, САУ 2С1 випускалася за ліцензією в Польщі з 1971 року й Болгарії з 1979 року. В процесі випуску польський варіант «Гвоздики» зазнав змін. Варіант 2С1М Goździk мав дизельний двигун SW680T, нові опорні котки і змінені гідродинамічні щитки для руху по воді. САУ 2С1 болгарського виробництва надходили на озброєння Радянської армії і, крім гіршої якості виготовлення, нічим не відрізнялись від радянського зразка 2С1. Всього за роки виробництва було виготовлено понад 10 000 одиниць 2С1. Після припинення виробництва, у Польщі та Росії були розроблені модернізовані варіанти. В Росії розроблена модернізована версія 2С1М1 з установкою АСУНО 1В168-1, у Польщі розроблена версія 2C1T Goździk з установкою АСУНО TOPAZ. У 2003 році розроблено, а з 2008 року надійшло на озброєння Російської армії самохідна артилерійська гармата 2С34 «Хоста», що представляє модернізацію САУ 2С1, гаубиця 2А31 була замінена гарматою 2А80-1. Крім того, на башточку командира встановлений 7,62-мм кулемет ПКТ. У 2008—2009 роках польським військово-промисловим комплексом створена дослідна модернізація САУ 2С1 під позначенням Rak-120. Гармата 2А31 була замінена на 120-мм гладкоствольний міномет, обладнаний автоматом заряджання. Возимий боєкомплект збільшений з 40 пострілів до 60, проте будь-які дані про початок серійного виробництва цієї модифікації відсутні.

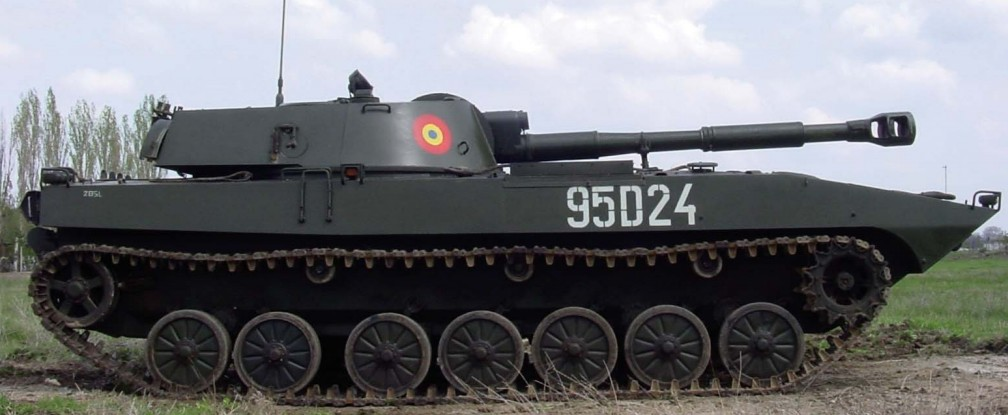
Румунська модифікація 2С1 під позначенням Model 89

Крім базових модифікацій, вироблених в СРСР і Польщі, існують інші версії САУ «Гвоздика». В Румунії в 1980-х роках розроблений варіант САУ 2С1, що отримав позначення Model 89. Від 2С1 він відрізняється базовим шасі. Замість модифікованої бази МТ-ЛБ використано шасі БМП MLI-84. У 1996 році Іранським військово-промисловим комплексом була виготовлена, а з 2002 року запущена в масове виробництво 122-мм самохідна гаубиця Raad-1 (перс. الرعد-1, Грім-1). Від 2С1 іранська САУ відрізняється базовим шасі, замість МТ-ЛБ використана іранська БМП Boragh.

## Конструкція

### Броньований корпус і башта
Самохідна гаубиця 2С1 «Гвоздика» створена за класичною для самохідної артилерії баштовою схемою. Корпус машини зварений із сталевих броньових катаних листів, повністю герметичний і дозволяє долати водні перешкоди уплав. Корпус розділений на три відділення: силове (моторно-трансмісійне), відділення управління і бойове.
У передній частині корпусу по правому борту розташоване моторно-трансмісійне відділення. Зліва від нього знаходиться місце механіка-водія з органами управління шасі. У середній і кормовій частинах корпусу знаходиться бойове відділення. На даху корпусу на кульковий погон встановлена зварна башта з обертовим кошиком бойового відділення. У башті встановлена гармата, а також місця екіпажу. По правому борту розміщується сидіння заряджаючого, а також укладка під гільзи з набоями, по лівому борту в передній частині башти встановлено сидіння навідника і прицільні пристосування. За навідником знаходиться місце командира САУ.
Місце командира обладнано поворотною башточкою, встановленою на даху башти. У ніші башти встановлено дві укладки з набоями і снарядами для кумулятивних боєприпасів. У кормовій частині корпусу встановлені укладки під снаряди і набої основної гармати. Подача в укладки може здійснюватись з ґрунту через спеціальний кормовий люк. Бронювання САУ 2С1 забезпечує протикульний і протиосколковий захист екіпажу. Товщина листів корпусу та башти досягає 20 мм.

### Озброєння

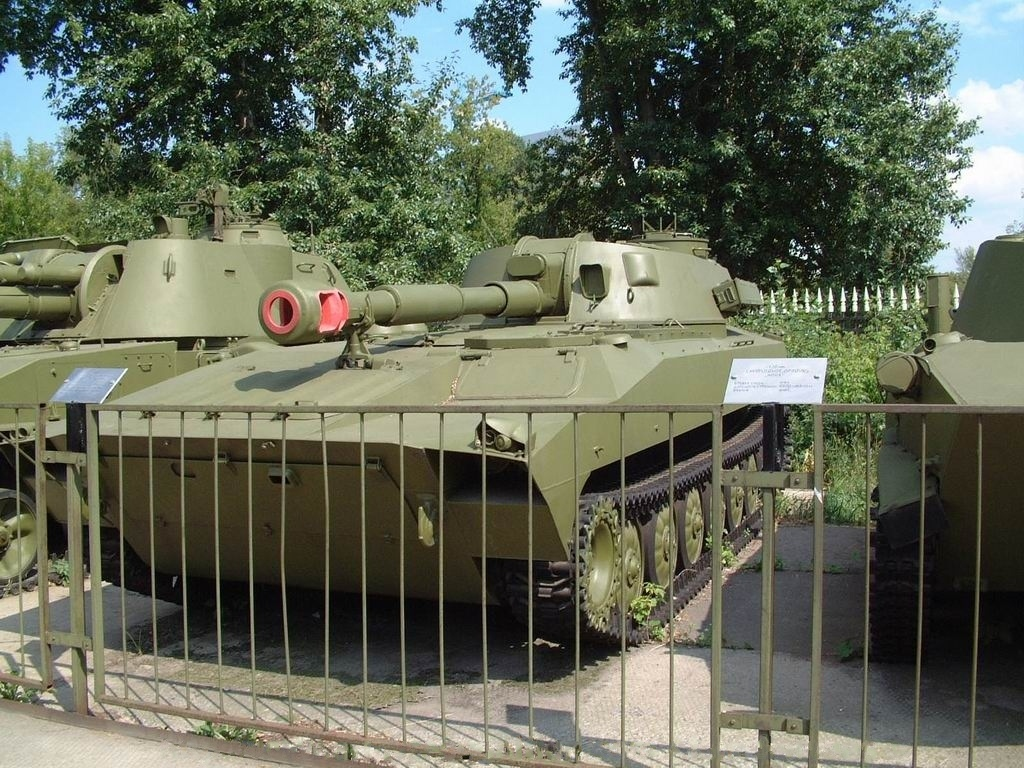
2С1 «Гвоздика». Центральний музей Збройних Сил

Основним озброєнням САУ 2С1 є 122-мм гаубиця 2А31. Гармата повністю уніфікована за балістичними характеристиками і використовуваним боєприпасів з 122-мм буксованою гаубицею Д-30.
Ствол 2А31 складається з труби, задок, ежектора і дульного гальма. Довжина труби становить 4270 мм. На внутрішній частині ствола на відрізку 3400 мм зроблено 36 нарізів з прогресивною крутизною від 3°57' і до 7°10'. Довжина зарядної камори дорівнює 594 мм. Повна маса ствольної групи — 955 кг. Затвор гармати вертикально-клиновий, оснащений напівавтоматичним механізмом повторного взведення.
На клині встановлений лоток з утримувачем, який запобігає випадання снаряда із ствола на великих кутах піднесення, а також полегшує ручне заряджання. При відкритті затвора, утримувач автоматично топиться в клин і не перешкоджає екстракції гільзи. Повна маса затворної групи дорівнює 35,65 кг. Противідкітні пристрої складаються з гідравлічного гальма відкоту веретенного типу заправленого рідиною «стеола-М» або «ПОЖ-70» та пневматичного накатника, заправленого азотом або повітрям.
Для стравлювання тиску при роботі в різних температурних діапазонах, на відкітному гальмі встановлений компенсатор пружинного типу. Циліндри гальма відкоту закріплені в задок гармати. Максимальна довжина відкоту дорівнює 600 мм. Труба гармати скріплена з люлькою, що складається з двох обойм. У передній обоймі знаходиться кожух із закріпленими циліндрами противідкітних пристроїв.
У середній частині розташовані кріплення для бронемаски з цапфами. До задньої частини люльки змонтовано огорожу. На правій щоці для командира є механізм блокування ручного спуску гармати, на лівій — система важелів з ручним спуском. Між щоками встановлена відкидна частина огорожі з електромеханічним механізмом досилання.

### Номенклатура боєприпасів
До основного боєкомплекту гаубиці 2А31 входять осколково-фугасні снаряди 3ОФ56 і 3ОФ56-1 з контактним детонатором РГМ-2М, 3ОФ7 і 3ОФ8 з радіопідривачем АР-30, а також снаряди 3ОФ24, 3ОФ24Ж, 53-ОФ-462 і 53-ОФ-462Ж, які можуть комплектуватися як контактними підривниками РГМ2 або В-90, так і радіопідривниками АР-5. Снаряди мають початкову швидкість на повному заряді 690 м/с і максимальну дальністю стрільби в 15,2 км.
Для 2С1 створені керовані снаряди «Китолов-2М», що мають можливість ураження бронетанкової техніки в місцях зосередження пускових установок, довготривалих оборонних споруд, мостів та переправ. Крім того, передбачено використання освітлювальних і димових снарядів, а також снарядів-постановників радіоперешкод. Для боротьби з броньованою технікою в штатному боєкомплекті 2С1 є 5 кумулятивних обертових боєприпасів 3БП1. Боєприпас здатний пробивати 180-мм гомогенну броньову сталь на відстанях до 2 км. Крім того, стрільба по броньованим цілям може вестися необертовими кумулятивними снарядами 3БК6 і 3БК13 (пробивають відповідно 400 і 460 мм гомогенної броньової сталі). Для боротьби з живою силою супротивника в боєкомплекті САУ 2С1 є шрапнельний снаряд 3Ш1, оснащений вражаючими стрілоподібними елементами, які при розриві боєприпасу розлітаються під кутом 24°.
Крім того, для 122-мм гаубиць М-30 і Д-30 в СРСР були створені осколково-хімічні та хімічні снаряди, споряджені різними отруйними речовинами.
Для підвищення максимальної дальності стрільби в Хорватії був створений новий 122-мм артилерійський снаряд M95 із зарядом «super charge», завдяки якому снаряд розганяється до 718 м/с і має максимальну дальність стрільби в 17,133 км. У 1997 році був створений активно-реактивний осколково-фугасний 122-мм снаряд з готовими нарізами, що дозволяє збільшити максимальну дальність стрільби 2С1 до 21,9 км.
| Характеристики основних застосовуваних боєприпасів САУ 2С1       |                  |                  |                |                   |                                  |                                    |                            |  |
| Індекс снаряда                                                   | Країна-розробник | Маса снаряда, кг | Маса ВР/ОР, кг | Марка детонатора  | Початкова швидкість снаряда, м/с | Максимальна дальність стрільби, км | Рік прийняття на озброєння |  |
| Кумулятивні                                                      |                  |                  |                |                   |                                  |                                    |                            |  |
| 3БК6 (М)                                                         | СРСР             | 21,63            |                | ГПВ-2             | 680                              | 2                                  | 1968                       |  |
| 3БК13                                                            | СРСР             | 18,2             | 1,8            | В-15              | 726                              | 1                                  | 1981                       |  |
| 3БП1                                                             | СРСР             | 14,08            |                | ГПВ-3, ГКН        | 740                              | 2                                  |                            |  |
| Осколково-фугасні                                                |                  |                  |                |                   |                                  |                                    |                            |  |
| 53-ОФ-462 (Ж)                                                    | СРСР             | 21,7             | 3,67           | РГМ-2, В-90, АР-5 | 690                              | 15,2                               | 1930-і                     |  |
| 3ОФ7/3ОФ8                                                        | СРСР             | 21,7             | 2,98           | АР-30             | 690                              | 15,2                               |                            |  |
| 3ОФ24 (Ж)                                                        | СРСР             | 21,76            | 3,97           | РГМ-2, В-90, АР-5 | 690                              | 15,2                               | 1970-і                     |  |
| 3ОФ56 (-1)                                                       | СРСР             | 21,76            | 4,05           | РГМ-2М            | 690                              | 15,2                               | 1982                       |  |
| 122 mm HE                                                        | Іран             | 20,5             |                | M577, M572        | 565                              | 15,6                               |                            |  |
| Type 54                                                          | КНР              | 21,7             | 3,5            | Liu-4             | 690                              | 15,2                               |                            |  |
| Type 83                                                          | КНР              |                  |                |                   | 618                              | 15,6                               |                            |  |
|                                                                  | Пакистан         | 21,7             | 3,52           | Liu-4             | 690                              | 15,2                               |                            |  |
|                                                                  | Румунія          | 21,7             | 3,528          | РГМ-2, В-90, АР-5 | 690                              | 15,2                               |                            |  |
| M95                                                              | Хорватія         |                  |                | РГМ-2, M557, M572 | 718                              | 17,133                             |                            |  |
| ERBB 122 HB                                                      | /                |                  |                |                   | 735                              | 20,05…21,9                         | 1997                       |  |
| Керовані                                                         |                  |                  |                |                   |                                  |                                    |                            |  |
| «Китолов-2М»                                                     | Росія            | 28               | 5,3            |                   |                                  | 13,5                               |                            |  |
| Шрапнельні                                                       |                  |                  |                |                   |                                  |                                    |                            |  |
| 3Ш1                                                              | СРСР             | 21,76            | 2,075          | ДТМ-75            |                                  | 15,2                               |                            |  |
| Хімічні                                                          |                  |                  |                |                   |                                  |                                    |                            |  |
| 53-ХСО-462Д                                                      | СРСР             | 23,1             | 3,3            |                   |                                  |                                    |                            |  |
| 53-ХСО-463Б                                                      | СРСР             | 22,2             | 1,325          |                   | 690                              | 15,2                               |                            |  |
| Димові                                                           |                  |                  |                |                   |                                  |                                    |                            |  |
| 3Д4 (М)                                                          | СРСР             | 21,76            | -              | РГМ-2             | 690                              | 15,2                               |                            |  |
| Освітлювальні                                                    |                  |                  |                |                   |                                  |                                    |                            |  |
| 53-С-463 (Ж)                                                     | СРСР             | 21,96            | -              | Т-7               | 687                              | 15,2                               |                            |  |
| 3С4 (Ж)                                                          | СРСР             | 22,01            |                | Т-90              |                                  |                                    |                            |  |
| Агітаційні                                                       |                  |                  |                |                   |                                  |                                    |                            |  |
| 3А1 (Д) (Ж) (ДЖ)                                                 | СРСР             | 21,5             | -              | Т-7               | 697                              | 15,2                               |                            |  |
| Постановник перешкод (діапазони коротких і ультракоротких хвиль) |                  |                  |                |                   |                                  |                                    |                            |  |
|                                                                  | /                | 21,79            | -              |                   |                                  | 15                                 |                            |  |

|           |
| БКС 3БК13 |

|           |
| БКС 3БК6М |

|               |
| ОФС 53-ОФ-462 |

|                      |
| 122-мм гаубичний ОФС |

|                                |
| Освітлювальний снаряд 53-С-463 |

|                               |
| Керований снаряд «Китолов-2М» |

### Засоби спостереження і зв'язку
Для наведення гармати, здійснення розвідки місцевості вдень і в нічний період часу, в командирській башточці встановлений комбінований приціл ТКН-3Б з прожектором ОУ-3ГА2, а також два призменних перископічних прилади спостереження ТНПО-170А. Місце навідника обладнано артилерійським панорамним прицілом 1ОП40 для стрільби з закритих вогневих позицій і прицілом прямого наведення ОП5-37 для ведення вогню по спостережуваних цілям. У правій частині башти, перед люком заряджаючого встановлений прилад спостереження МК-4 що обертається. Місце механіка водія обладнано двома призматичними приладами спостереження ТНПО-170А з електрообігрівом, а також приладом нічного бачення ТВН-2Б для водіння в нічних умовах. Перед місцем механіка-водія знаходиться оглядове скло з електрообігрівом і захисною броньовою кришкою.
Зовнішній радіозв'язок підтримується радіостанцією Р-123М. Радіостанція працює в УКХ-діапазоні і забезпечує стійкий зв'язок з однотипними станціями на відстані до 28 км в залежності від висоти антени обох радіостанцій. Переговори між членами екіпажу здійснюється через апаратуру внутрішнього зв'язку Р-124.

### Двигун і трансмісія
В 2С1 встановлений V-подібний 8-циліндровий чотиритактний дизельний двигун ЯМЗ-238Н рідинного охолодження з газотурбінним наддувом потужністю 300 к.с..
Трансмісія механічна, двохпотокова, з двома планетарно-фрикційними механізмами повороту. Має шість передніх і одну задню передачу. Максимальна теоретична швидкість руху на шостій передній передачі становить 61,5 км/год. На задній передачі забезпечується швидкість руху до 6,3 км/год.

### Ходова частина
Ходова частина 2С1 являє собою модифіковане шасі багатоцільового транспортера-тягача МТ-ЛБ. Для того щоб ходова частина могла забезпечити задані параметри, конструкція ходової МТ-ЛБ зазнала істотної переробки. В порівнянні з базовою машиною в ходову частину додана додаткова пара опорних котків. Таким чином, ходова частина складається з семи пар опорних котків покритих ззовні гумою. У задній частині машини знаходяться напрямні колеса, в передній — ведучі. Гусениці складаються з дрібних ланок з шарнірами, з'єднаними пальцями. Ширина кожного трака 350 мм при кроці 111 мм. Підвіска 2С1 — індивідуальна торсіонна. На першому і сьомому опорних котках встановлені двосторонні гідроамортизатори.

## Машини на базі

### Радянський Союз

#### САУ та бойові машини
- 2С8 «Астра» — дослідний 120-мм самохідний міномет. Проектувався для оснащення батальйонів сухопутних військ Радянської армії. Роботи по цій машині були припинені у зв'язку із створенням нової нарізної напівавтоматичної гармати 2А51. В липні 1977 року на міжгалузевій нараді було підписано рішення про закриття робіт з самохідного міномета «Астра» та підготовці рішення про відкриття нової роботи зі створення 120-мм самохідної артилерійської гармати 2С17 «Нона-СВ»[31].
- 2С15 «Норов» — дослідна 100-мм самохідна протитанкова гармата. Призначена для боротьби з танками противника. В результаті затягування і перенесення термінів перші дослідні зразки були готові тільки до 1983 року. До моменту завершення випробувань на озброєнні країн НАТО знаходили вже досконаліші танки, проти яких 100-мм протитанкова гармата 2С15 була малоефективна. Тому роботи були припинені, а САУ на озброєння прийнята не була[7].
- 2С17 «Нона-СВ» — дослідна 120-мм самохідна артилерійська установка. Проектували як заміну самохідного міномета 2С8. Однак у зв'язку з початком робіт по створенню досконалішого автоматизованого САО 2С31 роботи по 2С17 були припинені[32].
- 9П139 «Град-1» — гусеничний варіант бойової машини полкової РСЗВ «Град-1». Розробка проводилася в Державному конструкторському бюро компресорного машинобудування Міністерства авіаційної промисловості СРСР під керівництвом головного конструктора А. І. Яскіна. Машина була спроектована в 1974 році. В 1976 році була прийнята на озброєння, а потім була створена невелика серійна партія машин. Повномасштабне виробництво бойових машин 9П139 планувалося організувати в Болгарії, проте серійне виробництво освоєно не було[33][34].

#### Інженерні та спеціалізовані машини

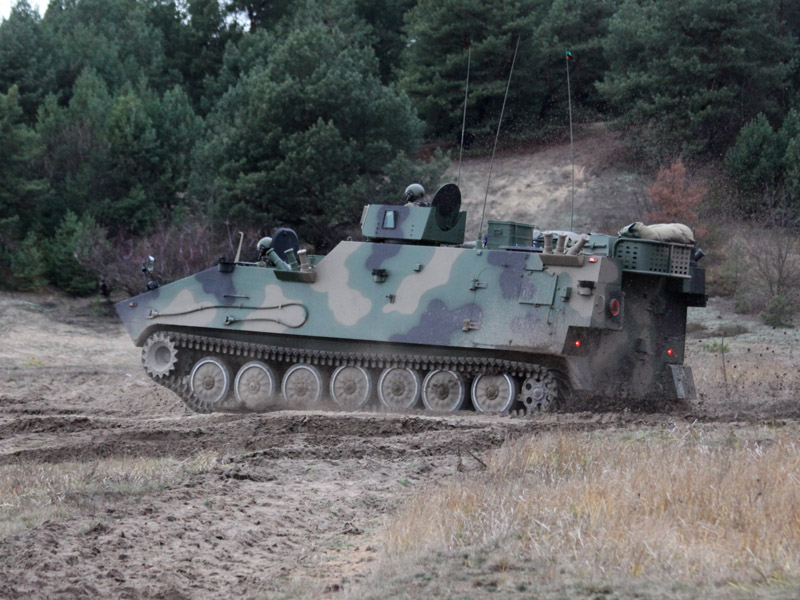
Командно-штабна машина на базі шасі LPG

- УР-77 «Метеорит» — установка розмінування, проробляє ходи в протитанкових мінних полях під час бою. Серійно вироблялась з 1978 року замість УР-67[35].
- «Об'єкт 29» — багатоцільове гусеничне легке шасі, відрізняється від базового шасі 2С1 елементами електрообладнання та розміщенням ЗІП[29].
- 2С1-Н — багатоцільовий транспортер-тягач, виготовляється на базі гусеничних шасі САУ 2С1, в процесі капітального ремонту. Призначається для перевезення людей і вантажів в закритому салоні[36].

### Україна

#### Інженерні та спеціалізовані машини
- ХТЗ-26Н — снігоболотоход українського виробництва на базі демілітаризованого шасі 2С1. Призначений для монтажу спеціального устаткування і роботи в умовах бездоріжжя[37].
- ТГМ-126-1 — транспортна гусенична машина на шасі 2С1 українського виробництва[38].

#### САУ та бойові машини
На початку 2016 року Міністерство оборони України поставило до Харківського тракторного заводу імені С. Орджонікідзе три 122-мм САУ 2С1 «Гвоздика» для їхнього капітального ремонту та модернізації.
За словами керівництва заводу, зокрема, замість двигуна ЯМЗ передбачено встановити один із європейських зразків. Попередньо це буде дизельний Volvo, який має кращу якість, надійність та економніше витрачає паливо. На «Гвоздиках» замінять застарілі засоби зв'язку, електрообладнання, встановлять сучасну вітчизняну систему навігації, яка суттєво зменшить час, необхідний на підготовку екіпажу до стрільби. Також будуть капітально відремонтовані бойовий модуль, наявне озброєння.
За умови дотримання встановлених графіків ремонту та модернізації вже влітку ці «Гвоздики» пройдуть практичні випробування. А після надходження до війська посилять вогневу міць артилерійських підрозділів.

### Інші
- БМП-23 — болгарська бойова машина піхоти з установкою 23-мм гармати 2А14 і ПТКР 9К11 «Малютка» в двомісну башточку. Машина базується на шасі МТ-ЛБ з використанням компонентів шасі САУ 2С1[40].
- LPG — (Lekkie Podwozie Gąsienicowe — Легка гусенична машина) машина управління вогнем артилерії. Ця гусенична машина використовується для управління САТ «Krab» і «Rak», а також як медична машина і машина підтримки.

## Оцінка машини
|                                        | 2С1     | 2С18     | 2С31                      |
| -------------------------------------- | ------- | -------- | ------------------------- |
| Рік прийняття на озброєння             | 1970    | Дослідна | 2010                      |
| Бойова маса, т                         | 15,7    | 18,7     | 19,08                     |
| Екіпаж, чол.                           | 4       | 4        | 4                         |
| Калібр гармати, мм                     | 121,92  | 152,4    | 120                       |
| Марка гармати                          | 2А31    | 2А63     | 2А80                      |
| Тип гармати                            | Гаубиця | Гаубиця  | Гармата-гаубиця — міномет |
| Кути ВН, град                          | −3…+ 70 | -4…+ 70  | -4…+ 80                   |
| Кути ГН , град                         | 360     | 360      | 360                       |
| Возимий боєзапас, постр.               | 40      |          | 70                        |
| Мінімальна дальність стрільби ОФС, км  | 4,2     | 4,0      | 0,5                       |
| Максимальна дальність стрільби ОФС, км | 15,2    | 15,2     | 13,0                      |
| Маса ОФС, кг                           | 21,76   | 43,56    | 20,5                      |
| Бойова скорострільність, постр/хв      | 4-5     | 6-8      | 8-10                      |
| Калібр зенітного кулемета, мм          | —       | 7,62     | 7,62                      |
| Максимальна швидкість по шосе, км/год  | 60      | 70       | 70                        |
| Максимальна швидкість на плаву, км/год | 4,5     | 10       | 10                        |
| Запас ходу по шосе, км                 | 500     | 600      | 600                       |

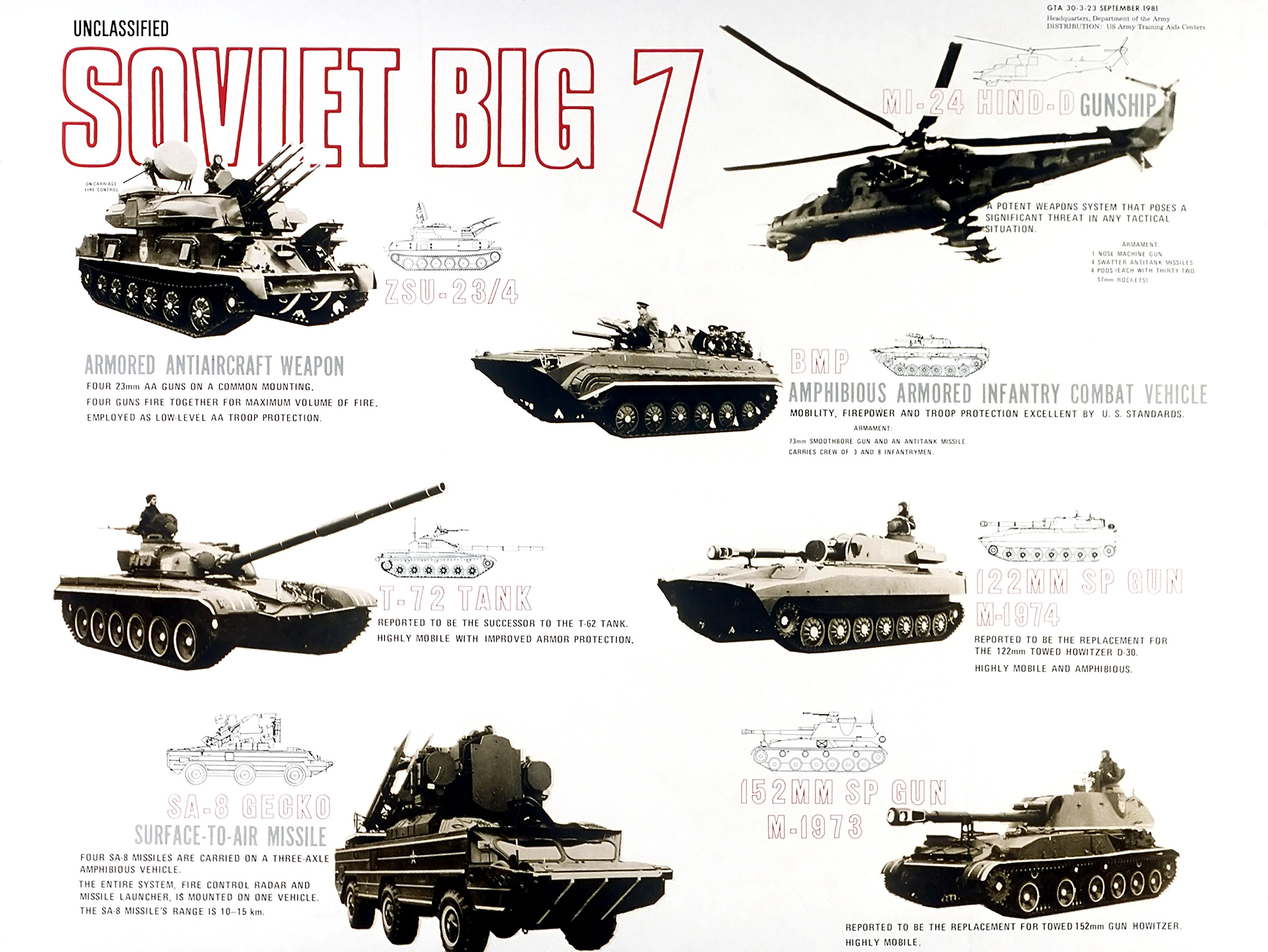
Плакат, опублікований міністерством оборони США в 1981 році. Ілюструє так звану «Soviet Big 7» — 7 типів озброєння сухопутних військ СРСР, що представляли найбільшу небезпеку для НАТО у випадку війни з країнами Варшавського договору.

У 1970-ті роки Радянським Союзом була зроблена спроба переоснащення Радянської армії новими зразками артилерійського озброєння. Першим зразком стала самохідна гаубиця 2С3, представлена громадськості в 1973 році, потім: 2С1 в 1974 році, 2С4 в 1975 році, нарешті в 1979 році були представлені 2С5 і 2С7. Завдяки новій техніці Радянський Союз суттєво підвищив живучість і маневреність своїх артилерійських військ; крім того, за оцінками західних фахівців, саме самохідні гаубиці 2С1 і 2С3 «Акація» дозволяли реалізувати військову доктрину СРСР по знищенню засобів доставки ядерної зброї ще до того, як командування сил НАТО встигне ухвалити рішення про його використання.
|                                           | 2С1     | AMX-105B | M108    | FV433   | Тип 85  | Тип 74 |
| ----------------------------------------- | ------- | -------- | ------- | ------- | ------- | ------ |
| Початок серійного виробництва             | 1970    | 1960     | 1962    | 1964    |         | 1975   |
| Бойова маса, т                            | 15,7    | 17       | 20,97   | 16,56   | 16,5    | 16,3   |
| Екіпаж, осіб                              | 4       | 5        | 5       | 4       | 6       | 4      |
| Калібр гармати, мм                        | 121,92  | 105      | 105     | 105     | 121,92  | 105    |
| Довжина ствола, клб.                      | 35      | 30       | 30      |         | 35      |        |
| Кути ВН , град                            | -3…+ 70 | -4…+ 70  | -6…+ 75 | -5…+ 70 | -5…+ 70 |        |
| Кути ГН , град                            | 360     | 360      | 360     | 360     | 45      |        |
| Возимий боєзапас, постр.                  | 40      | 37       | 86      | 40      | 40      | 30     |
| Максимальна дальність стрільби ОФС, км    | 15,2    | 15       | 11,5    | 17      | 15,3    | 11,27  |
| Максимальна дальність стрільби АР ОФС, км | 21,9    |          | 15      |         | 21,0    | 14,5   |
| Максимальна дальність стрільби КАС, км    | 13,5    | -        | -       | -       | -       | -      |
| Маса ОФС, кг                              | 21,76   | 16       | 15      | 16,1    | 21,76   | 15     |
| Бойова скорострільність, постр/хв         | 4-5     | до 8     | до 10   | до 12   | 4-6     |        |
| Калібр зенітного кулемета, мм             | -       | 7,5/7,62 | 12,7    | 7,62    | -       | 12,7   |
| Максимальна швидкість по шосе, км/год     | 60      | 60       | 56      | 48      | 60      | 50     |
| Максимальна швидкість на плаву, км/год    | 4,5     | -        | 6,43    | 5       | 6       | 6      |
| Запас ходу по шосе, км                    | 500     | 350      | 350     | 390     | 500     | 300    |

До моменту початку серійного виробництва САУ 2С1 на озброєнні країн НАТО вже знаходились 105-мм самохідні артилерійські установки аналогічного класу. Французькі AMX-105B на базі легкого танка AMX-13 були закритими САУ з круговим обстрілом. Машини були обладнані механізмом заряджання, завдяки чому була забезпечена максимальна скорострільність до 8 пострілів на хвилину (проти 4-5 у 2С1). Для стрільби застосовувалися 16-й кілограмові фугасні снаряди з початковою швидкістю 670 м/с і максимальною дальністю стрільби 15 км, однак ці САУ були виготовлені лише у невеликій серійній партії і широкого розповсюдження не отримали. Англійські САУ FV433 виготовляли на базі універсального гусеничного шасі FV430. Аналогічно 2С1, FV433 була легкоброньованою самохідною гаубицею з круговим обстрілом. Для стрільби використовують 105-мм осколково-фугасні снаряди L31 масою 16,1 кг і максимальною дальністю стрільби в 17 км (проти 15,2 км у 2С1). Крім осколково-фугасних, можливе використання шрапнельних снарядів L42 масою 10,49 кг, освітлювальних L43, а також димових снарядів L37, L38 і L41. Заряджання САУ роздільне напівавтоматичне — снаряд досилається в канал ствола механізмом заряджання, заряд вкладається заряджаючим. Скорострільність САУ FV433 може досягати 12 пострілів на хвилину (проти 4-5 у 2С1). Рухливістю і запасом ходу на марші англійська САУ поступається «Гвоздиці», забезпечуючи максимальну швидкість по шосе 48 км/год і запас ходу 390 км. До моменту прийняття на озброєння 2С1 серійне виробництво FV433 було вже припинене.
В Китаї робили спроби створити аналог 2С1, під позначенням Тип 85 (іноді фігурує під позначенням Тип 54-II). Самохідна гаубиця являла собою шасі бронетранспортера Тип 85, на яке встановлюється верхній верстат гаубиці Д-30, при цьому кути наведення обмежені від −22,5 до +22,5 градусів по горизонту. У 1990-ті Тип 85 був замінений на закриту САУ Тип 89, виконану за типом 2С1. В 1975 році в Японії було розпочато виробництво 105-мм САУ Тип 74, проте випуск був нетривалим і склав всього 20 одиниць, після чого за аналогією з США було вирішено сконцентруватися на виготовленні 155-мм артилерії.
На Близькому Сході єгипетські і сирійські війська для заповнення пробілу в самохідної артилерії використовували шасі застарілих танків Т-34, на які встановлювали гаубицю Д-30. Ерзац-САУ отримала найменування Т-34/122. У порівнянні з 2С1, Т-34/122 була вдвічі важче і не могла долати водні перешкоди уплав, кут горизонтального наведення був обмежений 12 градусами, однак при цьому возимий боєзапас становив 100 пострілів. З початком поставок 2С1 до Сирії з СРСР, САУ Т-34/122 були витіснені спочатку з елітних підрозділів, а потім і зовсім були відправлені на зберігання.
Призначення і зовнішній вигляд 2С1 нагадують її аналог — самохідну гаубицю M108. На момент прийняття на озброєння в 1970 році 2С1 перевершувала M108 за основними параметрами: дальністю стрільби ОФС (15,2 км проти 11,5), запасу ходу (500 км проти 350), швидкістю руху (60 км/год проти 56), була легше на 5270 кг, але при цьому максимальна скорострільність гаубиці 2А31 становила 4-5 пострілів на хвилину проти 10 у M103. Проте виробництво M108 до моменту прийняття на озброєння САУ 2С1 вже було припинене, оскільки Міністерство оборони США визнало можливості щодо подальшої модернізації 105-мм гаубиць обмеженими, а саму машину невиправдано дорогою, і віддало перевагу виготовленню 155-мм самохідної гаубиці M109. Осколково-фугасна дія у цілі 122-мм снарядів приблизно дорівнювала 105-мм снарядів. Наведена площа ураження відкрито розташованої живої сили в положенні лежачи біля 122-мм снаряда 53-ОФ-462 становила 310 м² проти 285 м² у фугасного 105-мм снаряда M1. На початку 1970-х років на озброєння 122-мм гаубиць 2С1, Д-30 і М-30 надійшли нові боєприпаси 3ОФ24. Замість тротилу як вибухова речовина був використаний склад A-IX-2, завдяки чому ефективність снарядів 3ОФ24 в порівнянні з 53-ОФ-462 була збільшена в 1,2-1,7 рази. З 1982 року на озброєння 122-мм гаубичних систем надійшов снаряд 3ОФ56 і 3ОФ56-1 підвищеної могутності.
З позитивних якостей, західними фахівцями відзначається висока маневреність і порівняно невелика маса САУ, що робить можливим застосування 2С1 спільно з плаваючими БМП і БТР. Крім того, на відміну від самохідних гаубиць США, на 2С1 є приціл прямого наведення, а в боєкомплект входять кумулятивні боєприпаси для боротьби з бронетехнікою супротивника. З недоліків зазначали слабке бронювання корпусу, яке захищає екіпаж лише від легкої стрілецької зброї і осколків снарядів, відсутність зенітного кулемета на командирській башточці, обмежений правий сектор огляду у механіка водія, а також роздільно-гільзове заряджання, що обмежує автоматизацію процесів заряджання.
Після переходу польової артилерії країн НАТО на єдиний калібр 155 мм радянські мотострілецькі полки стали істотно програвати за вогневою могутністю відповідним західним з'єднанням, тому для заміни полкових 122-мм гаубиць Д-30 і 2С1 була почата розробка нових 152-мм гаубиць 2А61 і 2С18. Однак серійне виробництво нових зразків полкової артилерії так і не було розпочато. Замість цього були розгорнуті роботи по створенню 120-мм універсального самохідної артилерійської гармати 2С31. Попри те, що САУ 2С1 до 1990-х років застаріла, ряд держав продовжили її використання. У Росії та Польщі розроблена програма модернізації застарілих САУ 2С1 з переведенням їх на калібр 120 мм.

## Бойове застосування

### Війна в Афганістані
Бойове хрещення самохідна гаубиця 2С1 прийняла під час війни в Афганістані. Тактика застосування зводилася до висування батарей 2С1 слідом за штурмовими групами і знищенню виявлених вогневих точок противника вогнем прямою наводкою. Подібна тактика суттєво знижувала втрати радянських військ. Під час супроводу на складних ділянках місцевості вогнева підтримка здійснювалася спеціальним резервними батареями 2С1. Командування батареями 2С1 здійснювали командири і артилерійські взводи, які забезпечували посилення мотострілецьких батальйонів і рот. Одним з найвідоміших епізодів застосування для 2С1 стала операція по захопленню районів Шингар і Хакі-Сафед. У 1986 році 2С1 використовували під час наступу на противника в провінції Кандагар. Взводи самохідних гаубиць здійснювали вогневу підтримку батальйонів. Всього в ході наступу взвод САУ 2С1 знищив 7 цілей противника. Загалом за результатами першого бойового застосування САУ 2С1 себе зарекомендували добре.

### Війни в Чечні
Під час Першої чеченської віни САУ 2С1 застосовували федеральні війська, крім того, відомий факт захоплення в період з 1992 по 1993 рік чеченським ополченням декількох САУ «Гвоздика» з боєкомплектом; під час боїв за Грозний захоплені «Гвоздики» використовували ополченці

. Під час Другої чеченської кампанії 2С1 застосовували федеральні війська. Так, наприклад, самохідні гаубиці 2С1 морської піхоти восени 1999 року здійснили артилерійську підтримку 100-й дивізії особливого призначення внутрішніх військ Росії.

### Придністровський конфлікт
«Гвоздиками» скористалась придністровська гвардія в червні 1992 року під час Придністровського конфлікту.

### Югославські війни
У 1990-х роках 2С1 використовували в югославських війнах різні сторони конфлікту. В серпні 2008 року декілька самохідних артилерійських установок 2С1 в справному стані перебували на озброєнні бойовиків Південної Осетії, проте чи мало місце бойове застосування цих САУ, невідомо.

### Війни в Іраку
На початку ірано-іракської війни Іраку з СРСР були поставлені САУ 2С1 і 2С3 «Акація», які склали основу іракських артилерійських угруповань. У 1991 році під час операції «Буря в пустелі» САУ 2С1 були використані іракськими військами. В цілому досвід застосування Іраком артилерії (у тому числі самохідних гаубиць 2С1 і 2С3, а також РСЗВ БМ-21 «Град») оцінюють як негативний, що сприяло, в свою чергу, появі міфу, що радянська артилерія неефективна. Однак при оцінці дій іракської артилерії не брали до уваги, що система управління військами і оснащення артилерійських угруповань іракських сил не відповідали радянським стандартам того часу.

### Громадянська війна в Лівії
У 2011 році в ході громадянської війни в Лівії САУ 2С1 були використані урядовими військами.

### Російсько-українська війна

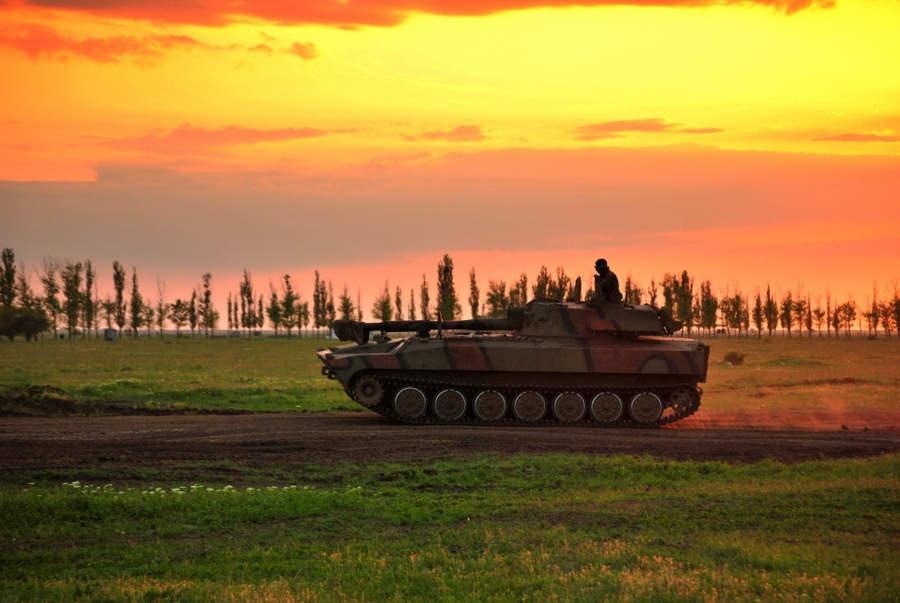
Українська «Гвоздика» на Донбасі. травень 2015 року

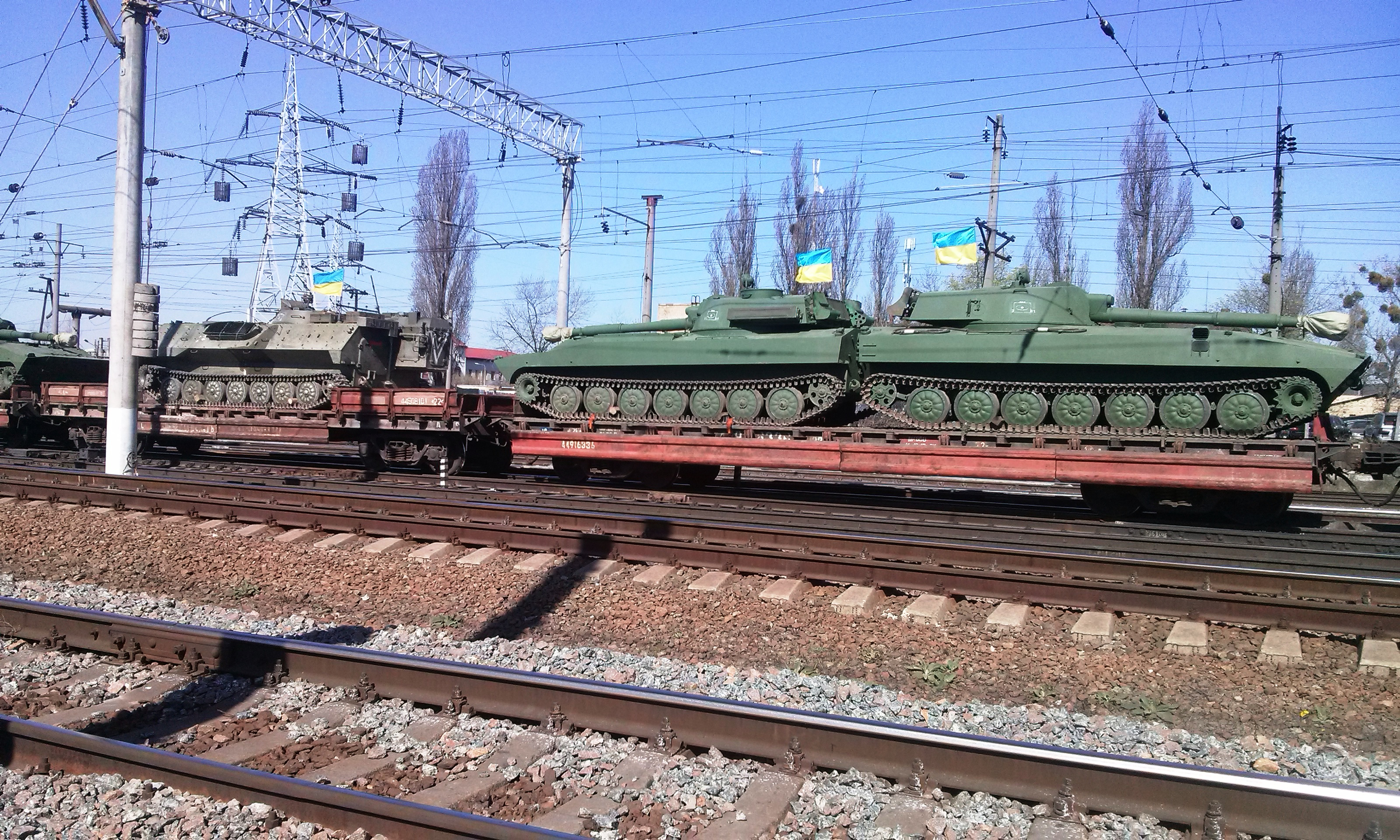
Українські 2С1 на залізничних платформах, квітень 2020 року

В 2013 році Міністерство оборони України ухвалило рішення про зняття установки 2С1 з озброєння Сухопутних військ ЗС України. Тому початок російсько-української війни на Донбасі застало артилерійські підрозділи в стадії розформування.
У 24-й, 30-й, 72-й і 93-й механізованих бригадах дивізіони були повністю розформовані, в інших частинах — перебували на різних стадіях.
Відразу після окупації Криму в березні 2014 року неповні дивізіони 128-ї і 51-ї бригад були відправлені на Перекоп. Одночасно почався активний процес відновлення і відправлення на фронт батарей і дивізіонів «Гвоздик».
У зв'язку з тим, що більша частина техніки була для бригад штатною, не вся мала бортові номери та впізнаваного камуфльованого захисту.
САУ 2С1 надходили і на озброєння російських бойовиків. Так, наприклад, із здобутих українськими хакерами документів випливало, що на озброєнні лише одного самохідного артилерійського дивізіону бойовиків 1 омсбр стояло 18 «Гвоздик». Також вдалося встановити, що на озброєнні у терористів є російські військові переносні радіостанції АРК2М «Арахіс» і прийняті на озброєння МО РФ лише у 2013 році радіостанції шостого покоління Р-178П1 «Азарт». При чому машини з такими серійними номерами ніколи не перебували на озброєнні українських військових.
Меморандум від 20 вересня до Мінського протоколу передбачав відведення гаубиць калібром 122-мм (Д-30 та 2С1 «Гвоздика») на 16 км від лінії зіткнення. А «Комплекс заходів» на виконання Мінських угод від 12 лютого 2015 передбачав створення зони безпеки завширшки 50 км для артилерійських систем калібру 100 мм і більше.
Але відведення не відбулось. Наприклад, вже у червні 2015 року російські бойовики виклали в соціальні мережі фотографії батареї «Гвоздик» поблизу вітрової електростанції «Новоазовська». Ці САУ ховались біля села Хрещатицьке, та вели вогонь по українських військових, найімовірніше — в районі Широкине, де тоді точились запеклі бої.
За даними групи «Інформаційний опір» саме з 122-мм Д-30 та 152-мм 2А65 «Мста-Б» 23 травня 2015 року був обстріляний Авдіївський коксохімічний завод. На території заводу розірвалося понад 40 снарядів. Снарядами були перебиті всі чотири високовольтні лінії електромереж, що живлять Авдіївський коксохім. Підприємство було зупинено, а видачу коксу припинено. Через спричинені пошкодження завод був вимушений призупинити роботу до понеділка, 25 травня.
Станом на кінець 2015 року з відкритих джерело було відомо про втрату українськими військовими близько 20 одиниць 2С1.
Під час боїв на Херсонщині в серпні 2022 року російські пропагандисти з гордістю повідомляли, що деякі російські артилеристи ведуть на стільки інтенсивний вогонь з 2С1, що в них «плавиться» (та з рештою вибухає) ствол.

## Оператори

Карта поставок самохідної гаубиці 2С1.яскраво-червоний — країни, що використовують 2С1 в даний час. Темно-червоний — країни, що експлуатували 2С1.Жовтий — країни, призначення і статус поставок в які невідомі.

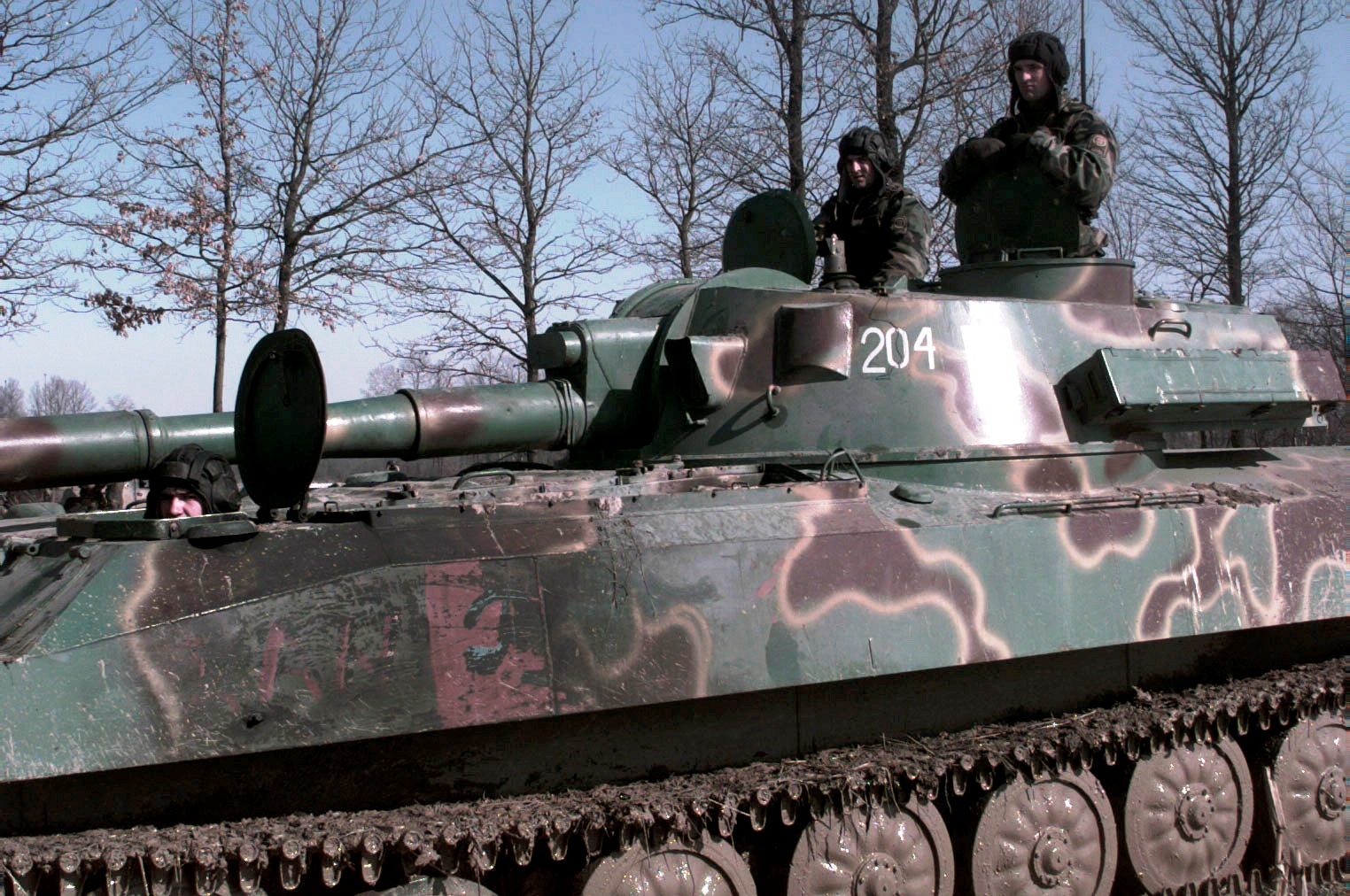
Трофейна сербська САУ 2С1, захоплена хорватськими військами

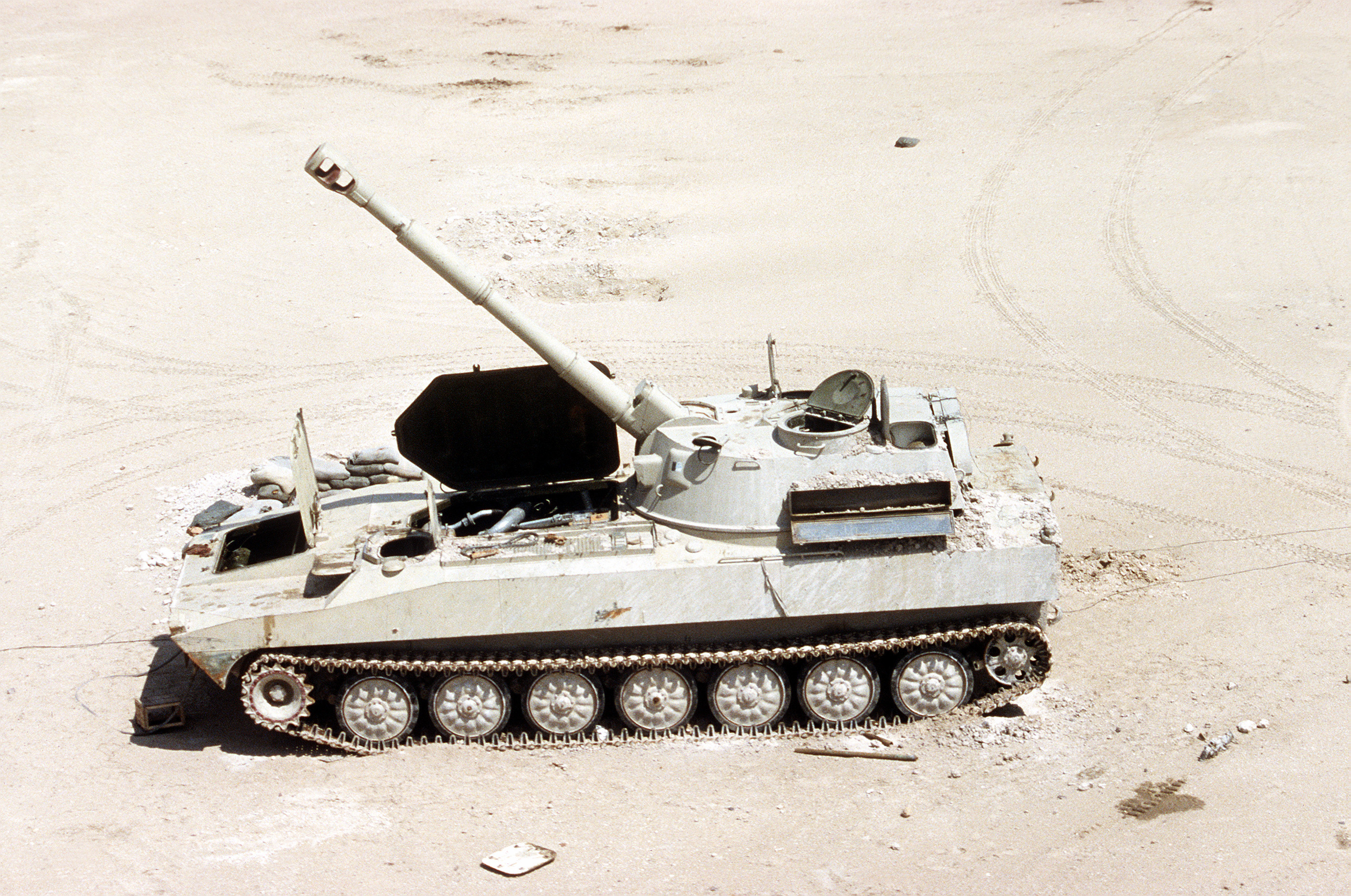
2С1, кинута іракськими військами під час війни в Перській затоці

### Сучасні
- Азербайджан — 46 одиниць 2С1, станом на 2014 рік[83] , всього поставлено 54 одиниці в період з 2008 по 2010 рік[84]
- Алжир — 140 2С1, станом на 2014 рік[85] , всього поставлено 145 одиниць[86]
- Ангола — деяка кількість, станом на 2014 рік[87]
- Вірменія — 10 одиниць 2С1, станом на 2014 рік[88]
- Білорусь — 198 одиниць 2С1, станом на 2014 рік[89] , всього поставлено 239 одиниць[86]
- Болгарія — 48 одиниць 2С1, станом на 2014 рік[90] , всього поставлено 686 одиниць[86]
- В'єтнам — кількість і статус невідомі[91]
- ДР Конго — 6 одиниць 2С1, станом на 2014 рік[92]
- Іран — 60 одиниць 2С1, станом на 2014 рік[93]
- Ємен — 25 одиниць 2С1, станом на 2014 рік[94]
- Казахстан — 120 одиниць 2С1, станом на 2014 рік[95]
- Киргизстан — 18 одиниць 2С1, станом на 2014 рік[96]
- Республіка Конго — 3 одиниці 2С1, станом на 2014 рік[97]
- Куба — 40 одиниць 2С1 і 2С3, станом на 2014 рік[98]
- Польща — 290 одиниці 2С1, станом на 2014 рік[99] , всього поставлено 533 одиниці 2С1[86]
- Росія :
  - Сухопутні війська Росії — 2200 одиниць 2С1, з них 1800 на зберіганні, станом на 2014 рік[100]
  - Морська піхота Росії — 95 одиниць 2С1, станом на 2014 рік[101]
  - Прикордонні війська Росії — 90 одиниць 2С1, 2С9 і 2С12, станом на 2014 рік[102]
- Румунія — 6 одиниць 2С1 і 18 одиниць Model 89, станом на 2014 рік[103] , всього поставлено 48 одиниць 2С1[86]
- Сербія — 67 одиниць 2С1, станом на 2014 рік[104] , всього поставлено 75 одиниць 2С1[86]
- Сирія — 400 одиниць 2С1, станом на 2014 рік[105]
- Судан — 51 одиниця 2С1, станом на 2014 рік[106]
- США — 19 одиниць 2С1 поставлені в період з 1992 по 2010 рік[107], точне призначення поставок невідоме, офіційно поставлялися для навчання; можливо, з метою вивчення конструктивних рішень[108]
- Туркменістан — 40 одиниць 2С1, станом на 2014 рік[109]
- Узбекистан — 18 одиниць 2С1, станом на 2014 рік[110]
- Україна: Станом на 2021 рік на озброєнні було 292 одиниці[111]
  - Сухопутні війська України — 300 одиниць 2С1, станом на 2014 рік[112]
  - Морська піхота України — 12 одиниць 2С1, станом на 2014 рік[113]
- Уругвай — 6 одиниць 2С1, станом на 2014 рік[114]
- Фінляндія — 36 одиниць 2С1 (використовуються під позначенням PsH 74), станом на 2014 рік[115]
- Хорватія — 8 одиниць 2С1, станом на 2014 рік[116] , всього поставлено 30 одиниць 2С1[86]
- Чад — 10 одиниць 2С1, станом на 2014 рік[117]
- Еритрея — 32 одиниці 2С1, станом на 2014 рік[118]
- Ефіопія — деяка кількість, станом на 2014 рік[119] , всього поставлено 82 одиниці 2С1[86]
- Південна Осетія — 42 одиниці 2С1 і 2С3, станом на 2008 рік[120][121]
- Південний Судан — 12 одиниць 2С1, станом на 2014 рік[122]

### Колишні
- Афганістан — всього поставлено 15 одиниць 2С1[86]
- Боснія і Герцеговина — 24 одиниці 2С1, станом на 2013 рік[123]
- Угорщина — понад 153 одиниць 2С1 на зберіганні, станом на 2010 рік[124]
- Німецька Демократична Республіка — 374[вин 9] одиниці 2С1 поставлено з СРСР в період з 1979 по 1989 рік[125]
- Грузія — 20 одиниць 2С1, станом на 2008 рік[120]
- Єгипет — всього поставлено 76 одиниць 2С1[86]
- Зімбабве — всього поставлено 12 одиниць 2С1[86]
- Ірак — 50 одиниць 2С1 поставлено з СРСР в період з 1979 по 1980 рік, ще 100 одиниць 2С1 поставлено в період з 1987 по 1989 рік[125] . З 2006 а зняті з озброєння[126]
- Лівія — деяка кількість 2С1, станом на 2013 рік[127] , всього поставлено 162 одиниці 2С1[86]
- Словаччина — 1 САУ 2С1 на озброєнні і 45 одиниць на зберіганні, станом на 2010 рік[128] , всього поставлена 51 одиниця 2С1[86]
- Словенія — всього поставлено 8 одиниць 2С1[86]
- Того — всього поставлено 6 одиниць 2С1[86]
- ФРН — 372 одиниці 2С1 отримані після об'єднання з НДР. З них: 228 одиниць продано в Швецію на запчастини для МТ-ЛБ, 72 одиниці 2С1 продані до Фінляндії[125], 50 одиниць використано як мішені на полігонах, 11 одиниць продано в США, інші, можливо, на зберіганні або піддалися демілітаризації[108]
- Чехія — всього поставлено 49 одиниць 2С1[86]
- Чехословаччина — 150 одиниць 2С1 поставлено з СРСР або ПНР в період з 1980 по 1987 рік[125]
- Югославія — 100 одиниць 2С1 поставлено з СРСР в період з 1982 по 1983 рік[125], перейшли до утворився після розпаду державам
- Південний Ємен — 50 одиниць 2С1 поставлено з СРСР в 1989 році[125]

### Україна
Станом на 1992 рік Україна мала 563 одиниці 122-мм самохідних артилерійських установок 2С1 «Гвоздика», проте через технічний стан та зміни у військовій доктрині в 2013 році Міноборони ухвалило рішення про зняття установки 2С1 з озброєння Сухопутних військ ЗС України. Тому початок війни на Донбасі застало артилерійські підрозділи в стадії розформування.
У 24-й, 30-й, 72-й і 93-й механізованих бригадах дивізіони були повністю розформовані, в інших частинах — перебували на різних стадіях.
За даними «Military Balance — 2014» станом на 2014 рік Сухопутні війська Збройних Сил України мали на озброєні 300 одиниць 2С1, а Морська піхота України — 12 одиниць. Проте значна частина з них — 159 одиниць, перебували на базах зберігання.
Проте 12 установок 36-ї окремої бригади берегової оборони є підстави вважати втраченими, оскільки після окупації Криму РФ вони повернуті не були.
Над відновленням та капітальним ремонтом 2С1 «Гвоздика» (а також іншого артилерійського озброєння) в Україні працює ДП «Шепетівський ремонтний завод». З відкритих джерел відомо, що протягом лише 2017 року завод направив до Збройних Сил України самохідні артилерійські установки, включаючи 2С3 «Акація» та 2С1 «Гвоздика», реактивні системи залпового вогню БМ-21 «Град», а також інше далекобійне озброєння у сукупній кількості близько 150 одиниць (без детальної інформації за видами).
В травні 2018 року стало відомо про придбання Україною у польської компанії Wtorplast 40 одиниць САУ 2С1 «Гвоздика». Ці самохідні артилерійські установки серійно виготовлялась у Польщі з 1971 року за ліцензією на підприємстві Huta Stalowa Wola у місті Нисько. Придбані машини перебували на озброєнні Чеської армії. Перед постачанням до України машини будуть капітально відремонтовані на заводі VOP 026 Sternberk чеської компанії Excalibur Army.
Український спецекспортер ДГЗІФ «Укрінмаш» в липні 2019 року придбав у чеської компанії Excalibur Army Spol.S.R.O. партію 122-мм самохідних артилерійських установок (САУ) 2С1 «Гвоздика». За оприлюдненою інформацією було придбано 16 самохідних артилерійських установок 2С1 «Гвоздика» та дві артилерійські частини (башти із гаубицями 2А31 у комплекті). Вартість САУ, що були у вжитку, склала $1 565 600, ще дві артилерійські частини коштували $120 200.

## Виноски
1. ↑  Активно-реактивні снаряди не входять до штатного боєкомплекту як 2С1, так і 2С34.
2. ↑  Відрізняється від снаряда 3ОФ56 використанням залізо-керамічного паска замість мідного.
3. ↑  Відрізняється від снаряда 3ОФ7 використанням залізо-керамічного паска замість мідного.
4. ↑  Відрізняється від снаряда 3ОФ24 використанням залізо-керамічного паска замість мідного.
5. ↑  Відрізняється від снаряда 53-ОФ-462 використанням залізо-керамічного паска замість мідного.
6. ↑  На максимальному заряді.
7. ↑  Отруйна речовина Р-43 (в'язкий люїзит).
8. ↑  Отруйна речовина Р-35 (зарин).
9. ↑  Згідно з документами НДР, на момент об'єднання у Східній Німеччині були 374 САУ 2С1, проте ФРН була зафіксована передача тільки 372 машин.